# Vieri Traxler
Vieri Traxler (Fauglia, 23 maggio 1928 – Nugola, 23 dicembre 2002) è stato un diplomatico italiano.
Rappresentante permanente d'Italia presso la Organizzazione delle Nazioni Unite dal 1989 al 1993, dal 1993 al 1996 è stato rappresentante personale del segretario generale Boutros Boutros-Ghali in Sudan.

## Biografia
Il padre discendeva da una famiglia svizzera arrivata a Livorno verso la fine del Settecento e divenuta, nelle generazioni seguenti, appassionatamente risorgimentale. La madre, Adele Camerana, fu crocerossina durante la prima guerra mondiale.

### Attività diplomatica
Si è laureato in giurisprudenza nel 1952 all'Università di Firenze ed è entrato in Carriera diplomatica nel 1954.
Viceconsole a Tripoli all'epoca del Re Idris, dal 1958 al 1961 è stato segretario d'ambasciata a Londra e dal 1961 al 1965 console a Cleveland. Nel 1967 è stato nominato Vice Capo di Gabinetto del ministro Amintore Fanfani, prima di prendere servizio come Console generale a New York. Dal 1976 al 1979 ha ricoperto il ruolo di Ambasciatore d'Italia in Congo negli anni in cui lo Stato si chiamava Zaire, e un diplomatico straniero doveva presentare le sue credenziali alla corte del presidente Mobutu. Rientrato a Roma nel 1979, è stato prima Vice Direttore Generale degli Affari Politici e poi Direttore Generale dell'Emigrazione e Affari Sociali. Nel 1983 è stato nominato Ambasciatore d'Italia in Brasile, incarico che ha ricoperto fino al 1986, quando è diventato capo della Rappresentanza Permanente d'Italia presso le Organizzazioni Internazionali a Vienna. Nel 1989 è stato Ambasciatore e Capo della Rappresentanza Permanente d'Italia presso le Nazioni Unite a New York, rimanendo in carica fino al 1993.
Terminata la carriera presso il Ministero degli Esteri, dal 1993 al 1996 ha ricoperto il ruolo di rappresentante personale del segretario generale Boutros Boutros-Ghali in Sudan. 